# Јапански џиновски даждевњак (врста)
Јапански џиновски даждевњак (лат. Andrias japonicus, енгл. Japanese giant salamander) је водоземац из реда репатих водоземаца (Caudata) и породице џиновских даждевњака (лат. Cryptobranchidae). Други је по величини саламандер на свету, са дужином која достиже 1,5 m. Од њега је већи само кинески џиновски даждевњак (Andrias davidianus).

## Распрострањење
Ареал врсте је ограничен на једну државу. Јапан је једино познато природно станиште врсте.

## Станиште
Станишта врсте су шуме, речни екосистеми и слатководна подручја. 

## Угроженост
Ова врста је на нижем степену опасности од изумирања, и сматра се скоро угроженим таксоном.